# Manon Flier
Manon Flier (Nieuwleusen, 8 febbraio 1984) è una pallavolista olandese.
Gioca nel ruolo di opposto.

## Carriera
La carriera professionista di Manon Flier comincia all'età di quindici anni, quando fa il suo esordio nell'A-League olandese nel 1999 con il Volco; nel 2001 ottiene la prima convazione nella nazionale maggiore dei Paesi Bassi, partecipando al campionato europeo. Dopo due stagioni si trasferisce nel Pollux con il quale vince uno scudetto ed una Coppa nazionale. Nel 2002 viene ingaggiata dal Volleybalclub Weert dove resta per due annate. Nella stagione 2004-05 si trasferisce in Italia nell'Asystel Novara, in serie A1, dove solitamente parte dalla panchina. Nel 2005 torna in patria per prendere parte al progetto del Martinus dove vince una serie di tre scudetti coppa consecutive. Con la nazionale vince la sua prima medaglia d'oro al World Grand Prix 2007 dove viene premiata anche come miglior giocatrice.
Nella stagione 2008-09 torna nuovamente in Italia, nel Giannino Pieralisi Jesi con il quale vince la Challange Cup. Con la nazionale raggiunge la finale del campionato europeo 2009, venendo sconfitta dall'Italia. Nella stagione 2009-10 viene ingaggiata nuovamente dal club novarese, ma la squadra ottiene dei risultati modesti; la stagione successiva è alla Robursport Volley Pesaro. Dopo la vittoria della supercoppa 2010, ottiene buoni risultati nella Champions League arrivando fino alla final four della manifestazione. Nel pre-partita della semifinale contro il Rabitə Bakı Voleybol Klubu soffre a causa di un dolore alla caviglia, ma gioca comunque sia la semifinale (in cui la sua squadra perde con un netto 3-1) sia la finale per il terzo posto contro il Fenerbahçe Spor Kulübü, e viene premiata come miglior schiacciatrice del torneo.
Nella stagione 2011-12 si trasferisce in Giappone, ingaggiata dalle Toray Arrows, con le quali vince lo scudetto e la Coppa dell'Imperatrice. Nella stagione successiva viene ingaggiata dall'Azərreyl Voleybol Klubu, nella Superliqa azera; nel campionato 2013-14 resta in Azerbaigian, passando all'İqtisadçı Voleybol Klubu e venendo premiata come miglior servizio del torneo. Nel campionato seguente gioca nella Volleyball League A cinese col Fujian Yangguang Cheng Nuzi Paiqiu Julebu; con la nazionale vince la medaglia d'argento al campionato europeo 2015. In seguito interrompe la propria carriera per maternità.

## Palmarès

### Club
- Campionato olandese: 4

2001-02, 2005-06, 2006-07, 2007-08
- Campionato giapponese: 1

2011-12
- Coppa dei Paesi Bassi: 4

2001-02, 2005-06, 2006-07, 2007-08
- Coppa dell'Imperatrice: 1

2011
- Supercoppa italiana: 1

2010
- Challenge Cup: 1

2008-09

### Nazionale (competizioni minori)
- Piemonte Woman Cup 2010
- Montreux Volley Masters 2015

### Premi individuali
- 2003 - Campionato mondiale under 20: Miglior realizzatrice
- 2003 - Campionato mondiale under 20: Miglior servizio
- 2007 - World Grand Prix: MVP
- 2009 - World Grand Prix: Miglior realizzatrice
- 2009 - World Grand Prix: Miglior servizio
- 2009 - Campionato europeo: MVP
- 2011 - Champions League: Miglior attaccante
- 2014 - Superliqa azera: Miglior servizio